# The Last Kiss (film)
The Last Kiss è un film statunitense del 2006 diretto da Tony Goldwyn.
Il film è il remake de L'ultimo bacio di Gabriele Muccino.

## Trama
Michael e la sua fidanzata Jenna sembrano una coppia perfetta. Jenna è incinta di dieci settimane, i genitori di lei spingono perché si sposino ma Jenna temporeggia. In realtà, nessuno immagina che Michael si sente in trappola: nonostante consideri Jenna la compagna ideale, ha dei ripensamenti sulla sua condizione.
A un matrimonio, Michael incontra per caso Kim, a cui confida i propri dubbi sulla sua relazione. Kim crede che stia per lasciarsi con Jenna e tenta di sedurlo ma Michael non cede alla tentazione, nonostante sia attratto dalla giovinezza, dalla freschezza e dall'entusiasmo di Kim. Kim se ne va dicendo a Michael la scuola che frequenta e i posti in cui può trovarla.
Michael decide di andare a cercarla ma le dice di trovarsi in zona per una riunione con un cliente. Kim intuisce il suo interesse e, mentre Michael la riporta a casa, lo invita a una festa. Michael accetta. Tornato in ufficio, Michael inventa una scusa da dire a Jenna per la sera della festa e chiede a Chris, il suo migliore amico nonché collega, di coprirlo. Chris sospetta che Michael abbia un'altra donna e lo prega di non coinvolgerlo, Michael però nega.
Dopo la festa con Kim i due si baciano; Kim invita Michael a passare la notte da lei, ma il senso di colpa prevale e lui rifiuta. Purtroppo per Michael, il padre di Izzy, un amico suo e di Jenna, muore quella notte e in molti, tra cui Jenna e Chris, vanno a porgli le condoglianze. Jenna capisce quindi che Michael non si trovava con Chris come le aveva detto: affronta Chris che però si rifiuta di rispondere alle sue domande, alimentando così i sospetti della donna.
Quando Michael torna a casa, Jenna lo affronta: Michael inizialmente nega, ma alla fine cede e ammette di avere visto un'altra donna, ma di non essere andato a letto con lei. Jenna è troppo sconvolta per credergli e lo caccia di casa.
Solo e disperato, Michael riceve una chiamata da Kim, che si scusa per essere stata troppo insistente e gli chiede di incontrarsi soltanto per parlare. Michael accetta. Al suo arrivo, finiscono a letto insieme. Il mattino seguente, Michael tenta di andarsene senza svegliarla ma, una volta fuori di casa, è costretto a rientrare quando si accorge di essersi dimenticato le chiavi. Kim gli chiede perché voleva andarsene senza salutare, Michael si giustifica dicendo che non voleva svegliarla. Kim gli restituisce le chiavi strappandogli la promessa di richiamarla.
Al lavoro, Michael decide di uscire prima per andare a cercare Jenna. Mentre si allontana, inaspettatamente arriva Kim. Michael le confida che è ancora innamorato di Jenna, che è incinta di suo figlio. Le chiede scusa per non averle detto nulla della gravidanza e la lascia per andare a cercare Jenna.
Michael va a casa dei genitori di Jenna e Stephen, il padre, gli dà dei consigli su come guadagnarsi il perdono di Jenna. Michael quindi entra in camera di Jenna: lei gli chiede se fosse sincero quando diceva di non essere andato a letto con l'altra. Michael dice di sì, ma aggiunge di essere tornato da lei dopo il loro litigio. Jenna si adira e torna a casa.
Michael la segue ma viene chiuso fuori di casa, decide quindi di rimanere ad aspettare in veranda finché lei non acconsentirà a parlargli. Passano due giorni, ma lui non desiste, fino a quando Jenna cede.

## Distribuzione
Il film è uscito nelle sale statunitensi il 15 settembre 2006 mentre in Italia è disponibile in DVD dal 21 aprile 2010.